# 諾曼式建築
諾曼式建築（Norman architecture）是11至12世紀諾曼人發展出來的一種羅曼式建築風格，在被諾曼人征服的英格蘭尤為常見。以這種風格建成的建築主要是各種城堡、修道院和教堂。
“諾曼式建築”這個稱呼本身是18世紀才出現的，托馬斯·里克曼在他的《嘗試區分征服者到宗教改革時期英格蘭建築風格》（An Attempt to Discriminate the Styles of English Architecture from the Conquest to the Reformation，1817）一書中首次正式地將它列為一種建築樣式。

## 特征

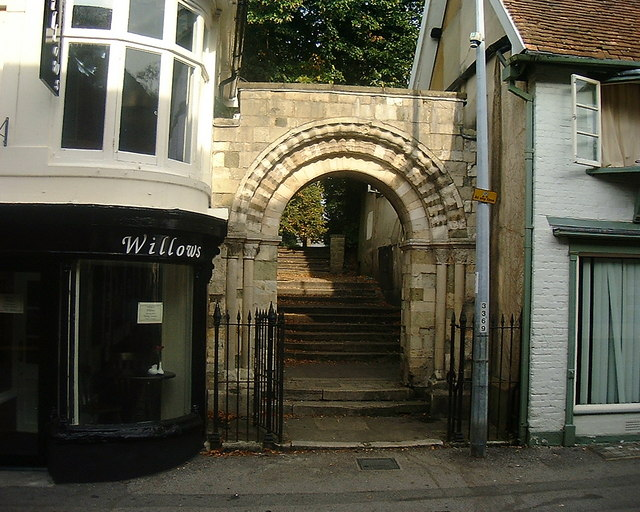
諾曼拱

諾曼拱（Norman arch）是諾曼式建築的標誌。諾曼拱呈半圓形，早期風格比較樸素，後來開始加入各種裝飾性線條。部分諾曼拱後有鼓室，上面雕刻著聖經人物、故事。諾曼式建築的窗戶較小。

## 諾曼式建築舉隅

### 英格蘭
- 達拉謨城堡
- 溫徹斯特座堂
- 格洛斯特座堂
- 彼得伯勒座堂
- 約克座堂
- 達勒姆座堂
- 聖巴多羅買大修院教堂

### 蘇格蘭
- 聖瑪格麗特禮拜堂

### 法國
- 聖米歇爾山

### 義大利
隨著諾曼人征服西西里和南意大利，諾曼人的建築元素和當地希臘，近東元素融合，成爲一種獨特的意大利諾曼風格。相對沒有那麽尖銳，更有和諧的比例感。

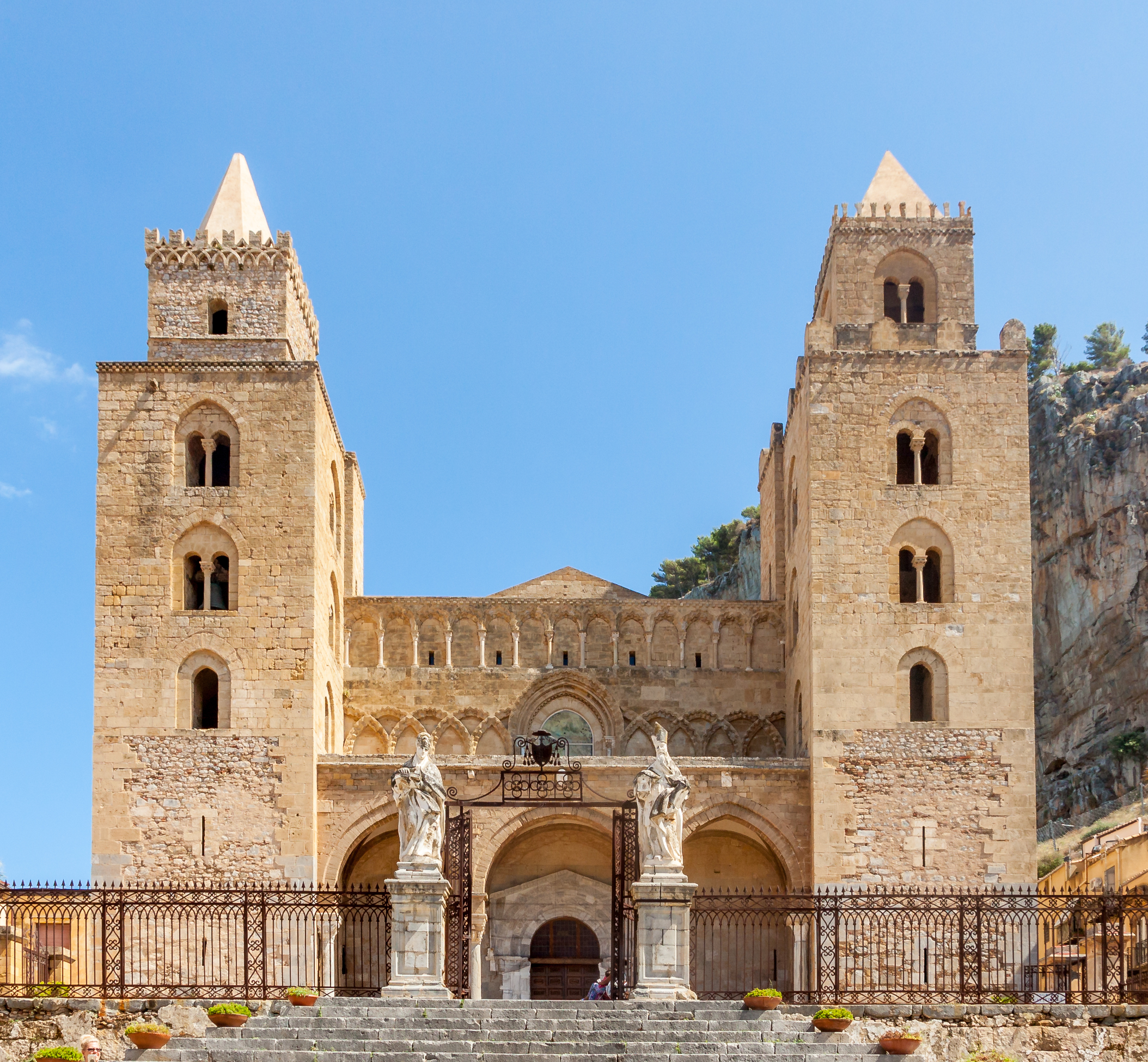
切法盧大教堂

- 諾曼王宮
- 蒙雷阿萊主教座堂
- 切法盧主教座堂

### 日本
- 橫濱山手聖公會